# Salix xerophila
Salix xerophila är en videväxtart som beskrevs av B. Flod.. Salix xerophila ingår i släktet viden, och familjen videväxter. Inga underarter finns listade i Catalogue of Life.